# Ataque con arma blanca al grupo AKB48
El 25 de mayo de 2014, las integrantes del grupo japonés de idols AKB48 fueron atacadas con una sierra de mano durante un acto de "apretón de manos" de fans en el Centro de Cultura y Convenciones de la Industria de Iwate, en la ciudad de Takizawa, en la Prefectura de Iwate. Dos miembros del grupo, Anna Iriyama (18 años) y Rina Kawaei (19 años), y un miembro del personal que intentó detener al atacante resultaron gravemente heridos y fueron trasladados al hospital. El agresor, Satoru Umeta, fue detenido, juzgado y condenado a seis años de cárcel.
Las dos cantantes fueron operadas y estuvieron apartadas de las actividades del grupo durante un largo periodo de tiempo. Kawaei no se recuperó a nivel emocional de aquella situación y en marzo del año siguiente anunció su retirada del grupo.

## Ataque

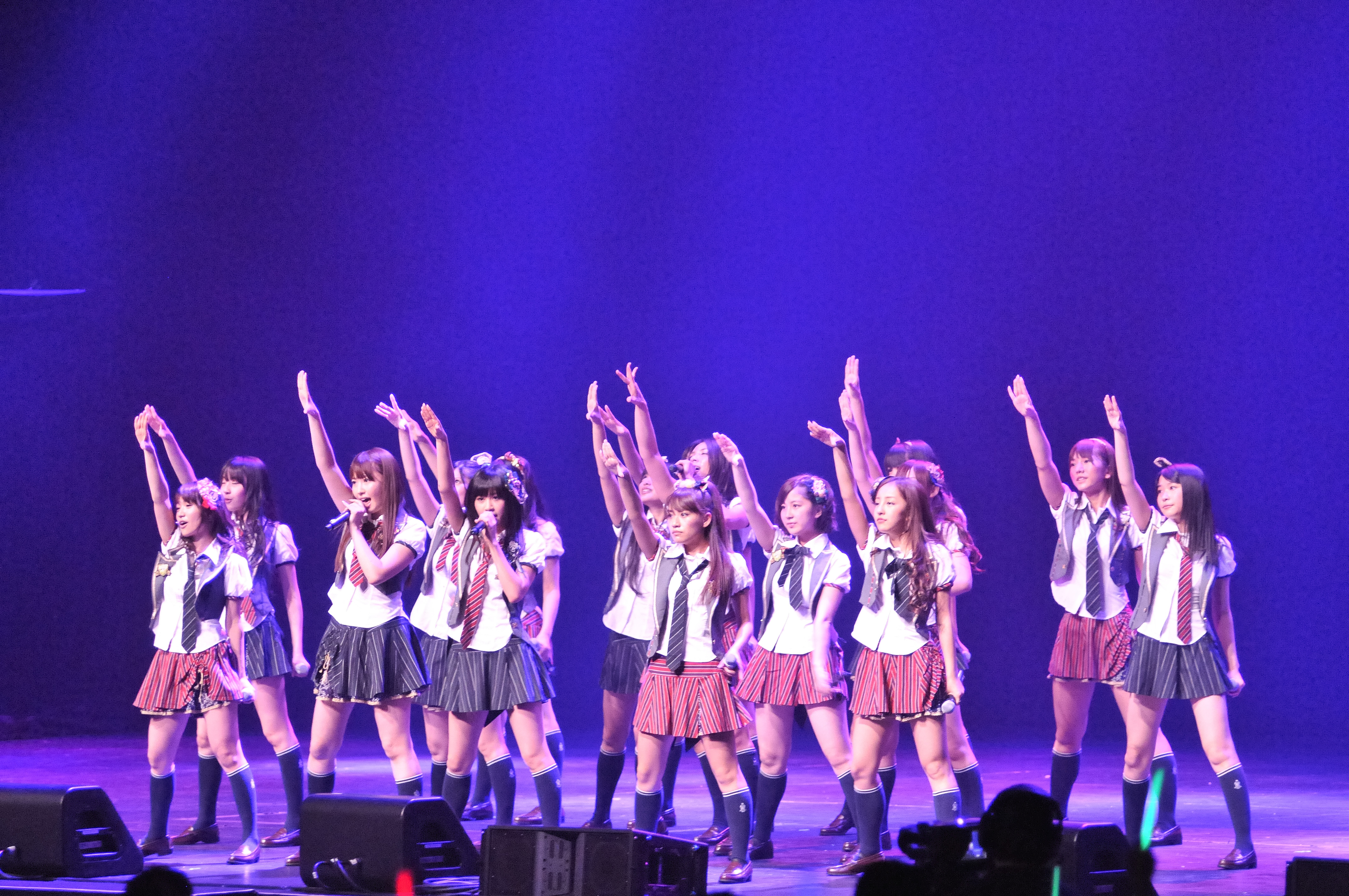
AKB48, el grupo idol femenino, en 2010. Cuentan con un récord Guinness por ser el "grupo pop más grande", con ventas récord de más de 200 millones de dólares en Japón.

En un evento de apretón de manos celebrado el 25 de mayo de 2014 en el Iwate Industry Culture and Convention Center de Takizawa (Prefectura de Iwate), las miembros del grupo Rina Kawaei y Anna Iriyama fueron atacadas por un hombre de entonces 24 años, Satoru Umeta.
El arma utilizada por Umeta fue una sierra de mano plegable que había encontrado y sacado de su casa, modificándola para incluir cuchillas de cúter en su lateral. Mantuvo el arma oculta en un bolso de mano que llevó consigo a la caseta de campaña donde se encontraban los miembros, y la sacó al entrar en el interior.
Un miembro masculino del personal que intentó detener al agresor también resultó herido. Iriyama y Kawaei sufrieron fracturas óseas y laceraciones en las manos. El dedo meñique derecho de Iriyama y el pulgar derecho de Kawaei se fracturaron y cortaron; Iriyama también sufrió cortes en la cabeza. El miembro del personal sufrió cortes en la mano izquierda. Umeta fue sometido por otros miembros del personal presentes en el lugar, y la policía llegó y lo detuvo minutos después.
Kawaei, Iriyama y el empleado fueron atendidos posteriormente en un hospital por fracturas y cortes.

## Atacante
El agresor fue detenido inicialmente por intento de asesinato, pero posteriormente la fiscalía cambió los cargos a lesiones corporales e infracción del reglamento de armas argumentando que "no podía probarse suficientemente que lo percibiera como un intento de asesinato".
Más adelante se fueron conociendo datos sobre el agresor. Los medios publicaron que el joven estaba desempleado en ese momento y que no tenía ningún interés previo ni conexión con AKB48. Umeta declararía más tarde en el juicio penal que se sentía frustrado porque esas idols estuvieran bien pagadas. Los informes de la policía de la prefectura en el momento del incidente dicen que declaró que "se sentía frustrado tras perder su trabajo el diciembre anterior", y que para él "cualquiera era bueno para matar", diciendo que finalmente optó por un evento de apretón de manos de las chicas porque se reuniría un gran número de personas en un mismo lugar. Durante un registro domiciliario se encontraron dos CD del grupo; Umeta afirmó ante el tribunal que primero inspeccionó el lugar del evento utilizando la entrada de uno de ellos, antes de cometer su atentado, eligiendo la cabina que tenía la cola más corta para atacar más rápido.
En el juicio, Umeta negó haber herido a un miembro del staff del grupo, pero finalmente se declaró culpable de los cargos de lesiones corporales e infracción del reglamento de armas en diciembre. El fiscal solicitó una pena de 7 años de prisión, a lo que el abogado de Umeta invocó circunstancias atenuantes como que su esquizofrenia fue un factor en el delito, y que Umeta había explicado y lamentado sus acciones. Fue condenado a seis años de cárcel.

## Consecuencias
AKB48 canceló sus actuaciones hasta finales de mayo de aquel año, y se pospusieron los actos de apretón de manos y sesión de fotos con los fans en los meses de mayo y junio. Por motivos de seguridad, la comisaría de Manseibashi del Departamento de Policía Metropolitana de Tokio pidió a AKS que realizara controles de seguridad de los espectadores a las entradas de los eventos.
Aunque los grupos hermanos de AKB48, SKE48, NMB48 y HKT48, no suspendieron sus respectivas actuaciones, sí que introdujeron medidas de seguridad: detectores de metales, no utilizar las primeras filas de los teatros, suspender los eventos de "chocar los cinco" tras las actuaciones y aumentar el número de guardias de seguridad.
El 30 de mayo, AKB48 reanudó sus apariciones en televisión y el 2 de junio regresaron las actuaciones en teatros con medidas de seguridad similares a las de sus compañeras. Se añadieron controles de seguridad y de bolsos en el evento de los resultados de las elecciones generales y en el concierto de "graduación" (término usado para retirada) de Yūko Ōshima.
El 8 de abril de 2016, la directora general del grupo AKB48, Minami Takahashi, concedió su última entrevista como miembro en el programa Kin Sma Special de Tokyo Broadcasting System Television y reveló varios detalles internos sobre el incidente, que solo pudo revelar en ese momento ya que dejaría el grupo ese mismo día.
En enero de 2022, Iriyama anunció su retirada del grupo.